# Paculla mului
Paculla mului är en spindelart som beskrevs av Bourne 1981. Paculla mului ingår i släktet Paculla och familjen Tetrablemmidae. Inga underarter finns listade i Catalogue of Life.